# Philornis deceptiva
Philornis deceptiva är en tvåvingeart som först beskrevs av Carroll William Dodge och Aitken 1968.  Philornis deceptiva ingår i släktet Philornis och familjen husflugor. Inga underarter finns listade i Catalogue of Life.